# الئونورا ارنبرگرووا
الئونورا ارنبرگرووا (آلمانی: Eleonora Gayer Freiin von Ehrenberg; ۱ نوامبر ۱۸۳۲ – ۳۰ اوت ۱۹۱۲)  خواننده اپرا دارای صدای سوپرانو بود. وی اهل امپراتوری اتریش(جمهوری چک کنونی) بود.